# الانتخابات الرئاسية في تركمانستان 2022
أجريت الانتخابات الرئاسية المبكرة في تركمانستان في 12 مارس 2022. وهي الانتخابات الرئاسية السادسة في البلاد وستقرر الرئيس للسنوات السبع القادمة.
في 12 فبراير 2022، أصدر برلمان تركمانستان المجلس قرارًا بتحديد موعد الانتخابات في 12 مارس وفقًا للمادة 81 من دستور تركمانستان، وذلك قبل عامين من نهاية ولاية الرئيس قربانقولي بيردي محمدوف الذي صرَّح أنه مستعد للاستقالة، وكان من المُرجح أن يصبح نجله سيردار بيردي محمدوف الرئيس التالي. وفي 15 مارس 2022، أعلنت اللجنة المركزية للانتخابات فوز سردار بردي محمدوف بنسبة 72.97%.

## خلفية
منذ استقلال تركمانستان في عام 1991 لم يحكم المراقبون الدوليون على أي انتخابات جرت على أنها حرة أو نزيهة، حيث وُصفت البلاد بأنها دكتاتورية شموليّة تحت حُكم صابر مراد نيازوف وغوربانغولي بيردي محمدوف. ويُعد الحزب الديمقراطي لتركمانستان القوة الشرعية الوحيدة في البلاد، حيث تأسست أحزاب أخرى بعد عام 2012 لإضفاء مظهر نظام التعددية الحزبية. تدعم جميع الأحزاب القانونية الحكومة الحالية.

## النظام الانتخابي
يجري انتخاب رئيس تركمانستان بنظام الدورتين.

## الحملة الانتخابية
بدأت مرحلة الحملة الانتخابية في 21 فبراير.
وفقًا للمادة 51 من قانون الانتخابات، يتمتع المرشحون منذ لحظة تسجيلهم بحقوق متساوية في التحدث في الاجتماعات السابقة للانتخابات وفي وسائل الإعلام. وتلتزم هيئات سلطة الدولة والحكومة الذاتية المحلية ومسؤولو المؤسسات والمنظمات والشركات بمساعدة المرشحين في الحصول على المعلومات اللازمة المتعلقة بالانتخابات.
وفقًا للمادة 52 من القانون الانتخابي، يمكن أن يكون لكل مرشح لمنصب رئيس تركمانستان ما يصل إلى ثلاثة وكلاء في كل مدينة.
تُعقد اجتماعات المرشحين في جميع أنحاء تركمانستان بمشاركة واسعة من الجمهور وممثلي التجمعات العمالية للمؤسسات والمنظمات وكبار السن والشباب.

## الإجراءات
في 28 فبراير 2022، وصلت بعثة رابطة الدول المستقلة (CIS) إلى تركمانستان.
بدأ التصويت المبكر في 2 مارس. حيث جرى افتتاح 41 مركزًا للاقتراع في 30 دولة.

## المرشحون
|  | صورة | الاسم                    | الحزب                       | الإعلان        | الداعمون                                                                              | ملحوظة |
|  | ---- | ------------------------ | --------------------------- | -------------- | ------------------------------------------------------------------------------------- | ------ |
|  |      | سردار بردي محمدوف        | الحزب الديمقراطي            | 14 فبراير 2022 | رشح مؤتمر الحزب الديمقراطي الحاكم في تركمانستان سيردار بيردي محمدوف في 14 فبراير 2022 |        |
|  |      | أجاجان بكميرادوف         | الحزب الزراعي               | 16 فبراير 2022 | رشح مؤتمر الحزب الزراعي لتركمانستان أغادجان بيكميرادوف كمرشح له في 16 فبراير 2022     |        |
|  |      | Perhat Begenjow          | الحزب الديمقراطي            | 20 فبراير 2022 | رشح من قبل مجموعة مبادرة منطقة ليباب                                                  |        |
|  |      | Berdimämmet Gurbanow     | مستقل                       | 20 فبراير 2022 | رشحت من قبل مجموعة مبادرة منطقة البلقان                                               |        |
|  |      | باباميرت ميريدو          | حزب الصناعيين ورجال الأعمال | 21 فبراير 2022 | رشح حزب الصناعيين ورجال الأعمال في تركمانستان بابامورات ميريدوف في 21 فبراير 2022     |        |
|  |      | Maksatmyrat Öwezgeldiýew | مستقل                       | 21 فبراير 2022 | رشحت من قبل مجموعة مبادرة ولاية أهال                                                  |        |
|  |      | Kakageldi Saryýew        | مستقل                       | 21 فبراير 2022 | رشحت من قبل مجموعة مبادرة منطقة ماري                                                  |        |
|  |      | Maksat Ödeşow            | الحزب الديمقراطي            | 22 فبراير 2022 | رشحت من قبل مجموعة مبادرة منطقة داشوغوز                                               |        |
|  |      | هادير نونايف             | مستقل                       | 22 فبراير 2022 | رشحت من قبل مجموعة مبادرة مدينة عشق أباد                                              |        |

## النتائج
أفادت لجنة الانتخابات المركزية في 15 مارس أن سيردار بيردي محمدوف فاز في الانتخابات بنسبة 72.97٪ من الأصوات. على عكس الانتخابات السابقة، لم تكن النتائج الأولية متاحة في اليوم التالي للانتخابات.
| المرشح                          | المرشح                          | الحزب                           | الأصوات   | %     |
| ------------------------------- | ------------------------------- | ------------------------------- | --------- | ----- |
|                                 | سردار بردي محمدوف               | الحزب الديمقراطي                |           | 72.97 |
|                                 | هادير نونايف                    | مستقل                           |           | 11.09 |
|                                 | أجاجان بكميرادوف                | الحزب الزراعي                   |           | 7.22  |
|                                 | Berdimämmet Gurbanow            | مستقل                           |           | 2.22  |
|                                 | Perhat Begenjow                 | الحزب الديمقراطي                |           | 2.02  |
|                                 | Maksatmyrat Öwezgeldiýew        | مستقل                           |           | 1.16  |
|                                 | Maksat Ödeşow                   | الحزب الديمقراطي                |           | 1.15  |
|                                 | Kakageldi Saryýew               | مستقل                           |           | 1.09  |
|                                 | باباميرت ميريدو                 | حزب الصناعيين ورجال الأعمال     |           | 1.08  |
| المجموع                         |                                 |                                 |           |       |
|                                 |                                 |                                 |           |       |
| مجموع الأصوات                   | مجموع الأصوات                   | مجموع الأصوات                   | 3٬362٬052 | –     |
| الناخبين المسجلين ومعدل الإقبال | الناخبين المسجلين ومعدل الإقبال | الناخبين المسجلين ومعدل الإقبال | 3٬460٬080 | 97.17 |
| المصدر: Turkmenistan Today      |                                 |                                 |           |       |